# 靖康之变被掳女子

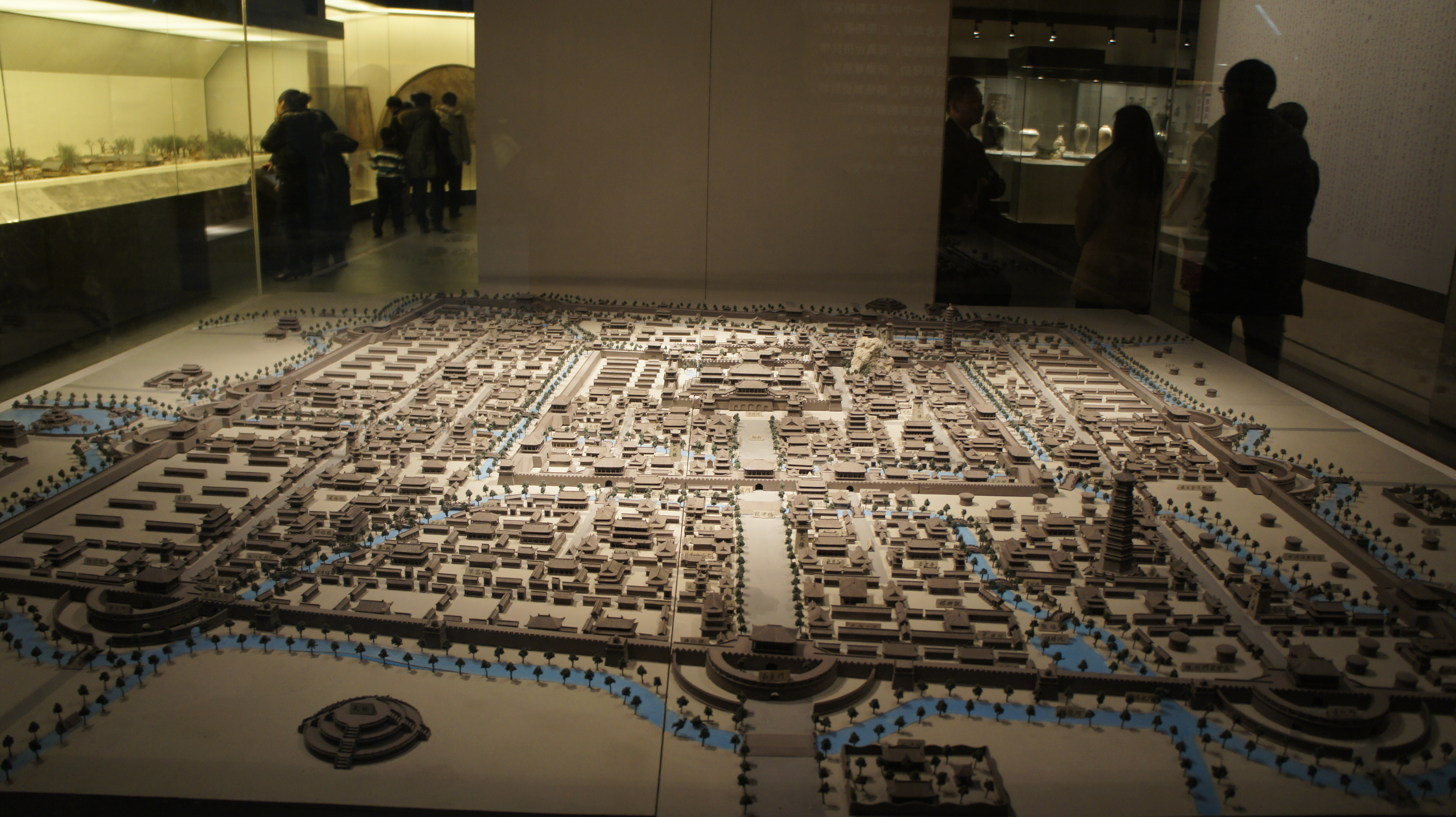
靖康之变前的北宋東京城（模型）。

北宋皇室中被俘的女性指的是靖康之变开封被虏女性遭遇，根据野史《靖康稗史》记载，北宋女性特别是北宋后宫，成为了金国的战争犒赏以抵押金钱。其他宋金文獻如《大金吊伐录》、《要盟录》、《靖康皇族陷虏记》、《金史》、《北狩见闻录》等，對此有相關紀載。

## 数目
靖康之难中的被金人掠走的北宋女性相當之多。据《宋史》记载，北宋宫廷几乎所有皇室成員和财宝都被女真人掠走。仅有少數皇室成员得以幸免，如：宋徽宗第九子康王赵构、被贬为庶人的宋哲宗元后孟氏、宋仁宗第十皇女令德景行大長帝姬、宋徽宗第三十四女恭福帝姬。
根据《大金吊伐录》记载，被俘皇族子女们包括亲王二十八人，帝姬一十五人，皇太子一人，诸王男女一十六人。
根据《三朝北盟会编》收录的《靖康要盟录》记载，被俘人员包括：宋徽宗、宋钦宗、郑皇后、朱皇后、皇太子、郓王及王夫人朱氏三男六宗姬、肃王王夫人任氏二男二宗姬、景王王夫人田氏、济王王夫人曹氏、康王王夫人邢氏、莘王王夫人严氏、徐王王夫人王氏、沂王、和王、信王，未出阁则安康王楃、建安郡王楧、嘉国公椅、瀛国公梴、昌国公柄、温国公栋、仪国公桐、韩国公相，出降帝姬则曹寅嘉德帝姬、宋邦光安德帝姬、曹晟荣德帝姬、蔡鞗茂德帝姬、向子房成德帝姬、田丕洵德帝姬、刘文彦显德帝姬，未出降则华福、惠福、令福、纯福、寧福、永福六帝姬，妃嫔则王贵妃、乔贵妃、宋高宗母韦贤妃、王婉容、阎婉容、任婉容、王婕妤、小王婕妤、崔美人，五王宫则燕王偲、赵王俣、吴王佖、和义郡王伟、永寧郡王仪。
收录于《靖康稗史》的《开封府状》记载的名单人数远远长于《大金吊伐录》和《要盟录》，包括：北宋妃嫔83人，王妃24人，帝姬、公主22人，嫔御98人，王妾28人，宗姬52人，御女78人，近支宗姬195人，族姬1241人，宫女479人，采女604人，宗妇2,091人，族妇2,007人，歌女1,314人，贵戚、官民女3,319人，共记11,635人被以不同的价格抵押折价统计。另据《南征錄彙》记载，靖康元年冬，宋臣“吴幵、莫俦传宋主意，允以亲王、宰执、宗女各二人，衮冕、车辂及宝器2,000具，民女、女乐各500人入贡。”

## 遭遇
部分宋朝公主在北上后嫁给金人宗室子弟。按《金史》记载，天会八年六月，“癸酉，诏以昏德公六女为宗妇”，宋徽宗有六女嫁给金人宗室子弟，这与宋朝方面文献《北狩见闻录》、《靖康皇族陷虏记》《文献通考》等记载的嘉德帝姬、荣德帝姬、洵德帝姬、惠福帝姬、宁福帝姬、以及王婉容女令福帝姬六人嫁给金人皇族人数正好相符。
除此之外，部分在靖康时未婚公主在北上后嫁给了留在宋徽宗、宋钦宗身边的近臣子弟，如柔福帝姬嫁入内医官徐中立之子徐还，纯福帝姬嫁显恭皇后侄王昌远，宋徽宗在五国城出生的女儿“小公主”嫁给了药官成良之子成敦复。
截止至《靖康皇族陷虏记》（约1143年，即金皇統三年，宋绍兴十三年）成文时，宋徽宗中还活着的女儿包括：荣德帝姬，洵德帝姬、宁福帝姬、惠福帝姬，纯福帝姬，以及五国城出生的小公主赵氏。还存活的嫔妃包括：崔贵妃、韋賢妃（已被宋高宗迎回南宋並被尊為皇太后）、王婉容、大王婕妤、小王婕妤、狄才人、乔婕妤等人。宋钦宗在五国城有两女出生，宋人俗称之为大公主、二公主，至《陷虏记》成文时尚未婚配。已故的宋徽宗公主则包括：嘉德、令福、华福、安德、顺德、显德、柔福等公主。已故的宋徽宗妃嫔则包括王贵妃和阎婉容。茂德、成德、永福公主未见任何记载。
由于按照金人统计，被俘公主仅15人，人数与《靖康要盟录》给出了具体的名单能够对应，其中不包含仪福、和福、庆福三位公主，《文献通考》记载这三位公主被俘。不知这三位公主是否确实被俘、何时被俘，下落如何。而保福、仁福、贤福三帝姬，按《宋会要》记载早在政和年间已经夭折，《靖康稗史》却將其加入被俘公主名单。天会九年，按《金史》记载“十一月己未，迁赵氏疏属于上京”，即除了宋徽宗、宋钦宗及其子女留于五国城以外，其余宋宗室都迁至金国上京居住。按《皇族陷虏记》记载，截止至1143年，所有在战争中被掳掠为奴的宗室子女均已获释放，可以自由居住。金朝又赐钱三万贯牛二百头给宋朝宗室子女们为养济。嫁给金人的公主们，荣德帝姬在后夫完颜习古乃身故后被金熙宗皇后裴满氏接入宫中陪伴，洵德、惠福公主居住上京，宁福公主居住在冷山。
《靖康稗史》则有着许多与传统史料迥異的记载，普遍被宋史学者当作真实靠谱的一手材料，然而近年逐渐出现对此书真实性的质疑，因此对《靖康稗史》的记载需要辩证看待。
《靖康稗史》对公主、后妃们的遭遇记载如下：
据《南征錄彙》记载，落入金兵之手的北宋女性无论等级都沦为了金人的奴隸，身心都受尽凌辱：“自正月二十五日，开封府津送人物络绎入寨，妇女上自嫔御，下及乐户，数逾五千，皆选择盛装而出。选收处女三千，餘汰入城，国相（完颜宗翰）自取数十人，诸将自谋克以上各赐数人，谋克以下间赐一二人”。宋高宗母韦贤妃、乔贵妃等北宋后宫被贬入金国为皇族储备女人的地方──浣衣院。在金兵北归途中，被掳妇女继续受到金国贵族的侮辱，例如《呻吟语》载，“被掠者日以泪洗面，虏酋皆拥妇女，恣酒肉，弄管弦，喜乐无极。”多名宋朝的王妃被分别赐给完颜家族的成员为妻。应被虏宗室女见在北人家作奴婢者，金国已降赦，官中二人换一人出，令作百姓，自在居住。应扈二帝亲属四百馀人，为迁二帝往五国，留在辽东，落后养济焉。一些年幼的北宋帝姬被安置在洗衣院，长大成人后，再服侍金国王公貴族，有些被納為次妃、夫人。
一些北宋女俘则被分赏给金兵，例如《呻吟语》引《燕人麈》之语，说这些女性，“十人九娼，名节既丧，身命亦亡”，“甫出乐户，即登鬼录”。该书作者还说他的一位铁匠邻居，“以八金买倡妇，实为亲王女孙、相国侄妇、进士夫人”。使金被留的词人宇文虚中、吴激曾遇见沦为歌妓的北宋宗姬，并分别为之作词，宇文虚中称这位歌妓是“宋室宗姬，秦王幼女，曾嫁钦慈族”（《念奴娇》），吴激的《人月圆》最受后人赞许，词曰：“南朝多少伤心事，犹唱后庭花。旧时王谢，堂前燕子，飞向谁家。恍然一梦，仙肌胜雪，宫髻堆鸦。江州司马，青衫泪湿，同是天涯。”